# 기타 료마
기타 료마(일본어: 北 龍磨, 1998년 4월 16일~)는 일본의 축구 선수이다.

## 구단 경력
그는 2021년 J3리그의 아술 클라로 누마즈에 입단했다. 2022년까지 47경기에 출전하여, 3득점을 넣었다. 2023년 FC 기후로 이적했다.